# Otto Bauer (Unternehmer)

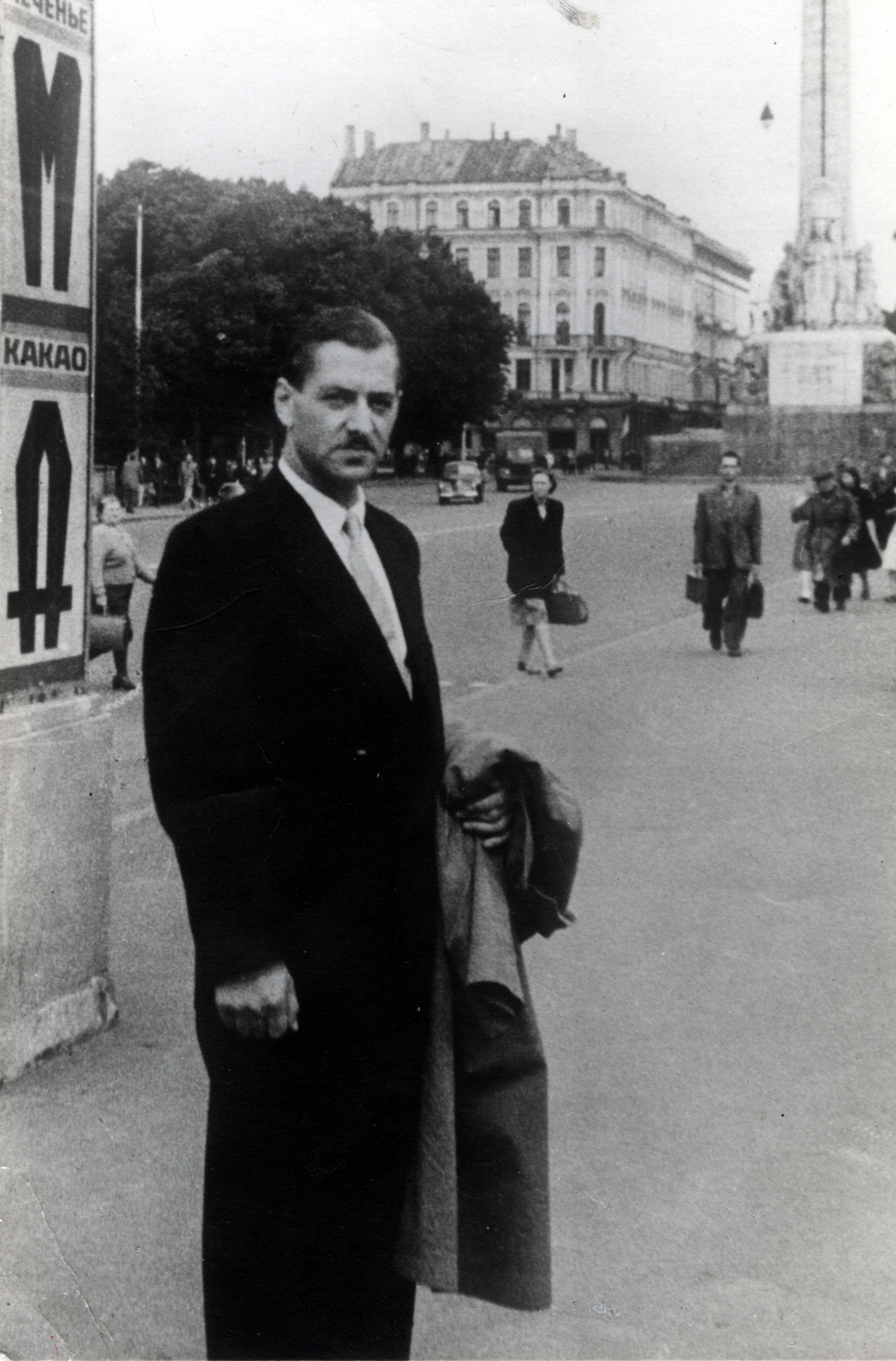
Otto von Bauer (um 1920)

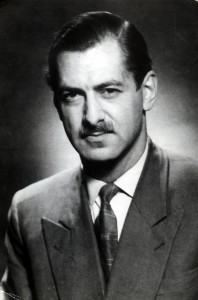
Otto von Bauer um 1920

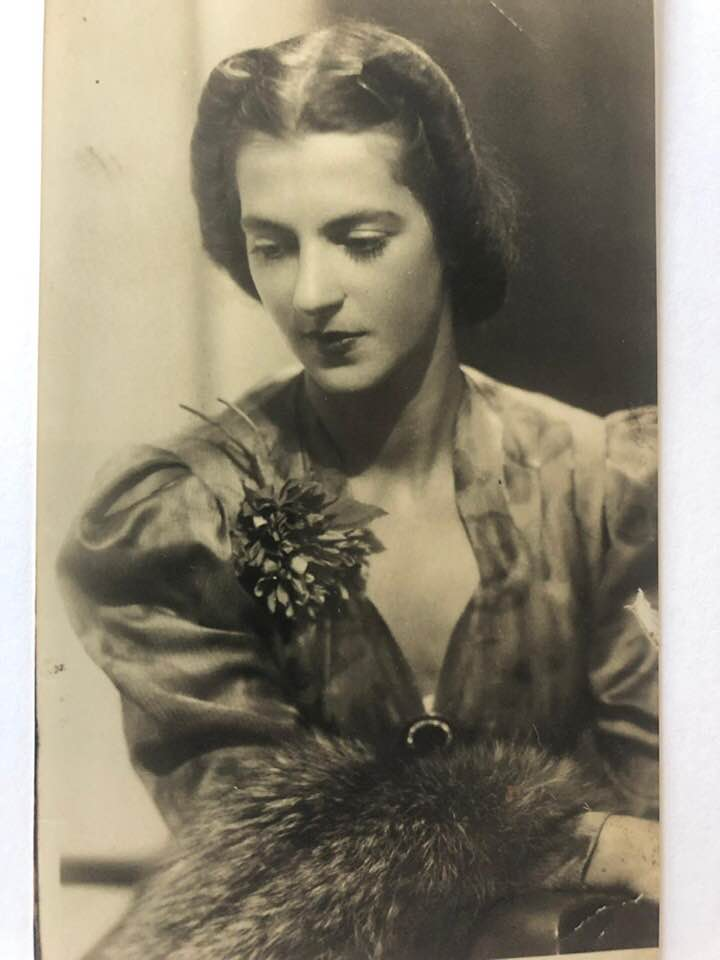
Era Veronika Bauer um 1925

Otto Ottowitsch von Bauer (* 9. Dezember 1878 in Windau; † 1936 in Riga, Lettland), war ein deutschbaltischer Wissenschaftler auf dem Gebiet der historischen Buchführung und der Verwaltungsdirektor/Teilhaber der Fabergé Juwelierfirma, die Hoflieferant der Zarenfamilie war. Otto von Bauer war von 1898 bis 1918 Verwaltungsdirektor/Geschäftsführer der Fabergé Juwelierfirma für Sankt Petersburg, Moskau, Odessa, London und Kiew gewesen. 2011, 2012 und 2016 wurden Dokumente und Papiere zwischen der Carl Fabergé Juwelierfirma und Otto von Bauer in Deutschland, im Vereinigten Königreich und in den USA versteigert, in denen Carl Fabergé z. B. die existenzielle Bedeutung von Otto von Bauer für die Fabergé Juwelierfirma bescheinigt. Seit 2013 ist ein Fabergé-Museum in Sankt-Petersburg beheimatet, das Fabergé-Zareneier und die Geschichte der Fabergé-Firma in einer Dauerausstellung zeigt. Zudem sind weitere Fabergé-Werke in der Eremitage, Winterpalast sowie im Kreml in Moskau/Russland und in weiteren Museen auf der Welt, wie dem Virgina Museum of Fine Arts in den USA, zu sehen.

## Verwaltungsdirektor und Teilhaber der Carl Fabergé Juwelierfirma
Über die Juwelierfirma Carl Fabergé gibt es insbesondere Ausstellungen/Bücher die die erschaffenen Fabergéschmuckstücke, sowie die kaiserlichen Fabergéeier in Beziehung zu der Zarenfamilie und zu weiteren Königshäusermitgliedern darstellen, vgl. u. a. die Bücher von Géza von Habsburg. Otto von Bauer war von 1898 bis 1918 bis zur Oktoberrevolution hauptbevollmächtigter Geschäftsführer und Teilhaber der Carl Fabergé Juwelierfirma sowie engster Mitarbeiter von Carl Peter Fabergé. Carl Fabergé und Otto von Bauer lenkten das Unternehmen mit den übrigen Mitarbeitern erfolgreich. Carl Fabergé bestätigte dem Zaren gegenüber schriftlich, dass Otto von Bauer für die Fabergé Firma unabkömmlich ist und deshalb nicht in den Kriegsdienst eingezogen werden sollte. Die Bauer/Fabergé-Arbeitsverträge sowie einige weitere Dokumente zwischen ihnen waren seit 1936 in den Händen der Tochter von Otto von Bauer, Frau Era Veronika Kempt M.A. Frau Era Veronika Kempt M.A. konnte diese Zeitdokumente über den Zweiten Weltkrieg hinweg retten. In den 90er Jahren des letzten Jahrhunderts wurden diese Dokumente zwischen ihrem Vater und Carl Fabergé in Hamburg verkauft und schließlich 2011, 2012 und 2016 in Auktionen versteigert. Seither sind die Dokumente im Internet nachlesbar, vgl. z. B. .

## Leben

### Ausbildung und Auszeichnungen
Otto Bauer war wie viele Deutschbalten Protestant und wuchs in Ventspils (Windau) bis zu seinem Abitur auf. Am 20. Dezember 1878 wurde er getauft und am 21. März 1893 in der evangelisch-lutherischen Kirche in Windau, Lettland konfirmiert. Er beherrschte folgende Sprachen: Russisch, Lettisch, Deutsch, Latein, Englisch, Französisch, Ukrainisch und etwas Polnisch. Otto Bauer studierte nach seinem Abitur Ökonomie, (Wirtschaftswissenschaften) an der Universität Moskau, Russland. An der Universität Moskau wurde er promoviert. In Riga schrieb er später seine Habilitationsschrift. Für seine wissenschaftlichen Arbeiten hat er, wie auch Evgeny Fabergé bestätigt, Auszeichnungen erhalten.
Der Sohn von Carl Fabergé, Evgeny Karlovich Fabergé schrieb 1933 in einem Brief an seinen Schulfreund Willi Engelman, Wassili Oskarovich (online nachlesbar) u. a. folgendes über Otto Bauer:
Otto Bauer (Отто Оттович Бауэр, главный бухгалтер в Москве – В.С.) Kurländer, erst in Moskau, dann in Odessa, dann wieder Moskau, zuletzt in Pbg. als Oberbuchhalter & später Mitdirektor tätig, grosser Kenner der Buchführung, schrieb mehrere Werke darüber, erhielt dafür Auszeichnungen & Belobungen aus verschiedenen Landern (Ländern ?), war verh. mit e. (eine) geb. Sanfand aus Moskau, lebte in Riga teils & teils auf seinem Gute bei Tuckum, starb im Aug. l935 (1936 ?)

## Veröffentlichung
In der Russischen Staatsbibliothek ist sein Standardwerk Memoiren zur Geschichte der Buchhaltung und Denkmäler der heiligen Antike über die internationale Buchführung von 1911 auch online verfügbar, aber auch in den USA an der Universität Kalifornien und etwa 12 weiteren USA-Universitätsbilbliothken, wie z. B. Columbia University in the city of New York, University of Michigan, University of Illinois at Urbana Champaign, UC Berkeley Libraries, USA verfügbar, sowie in der British Library, London, Vereinigtes Königreich.
Der Titel seines wissenschaftlichen historischen Standardwerkes (339 Seiten) lautet: доктор Отто О. Бауэр, Мемуары к истории бухгалтерии и памятники священной старины Sein Werk wird auch heute wissenschaftlich zitiert.

## Familie
Otto von Bauer war mit Frau Nadezda (geboren am 14. Mai 1896) geb. San-Fand aus Moskau, Russland verheiratet, die russisch-orthodoxen Glaubens war und aus einer Priesterfamilie aus Moskau, Russland entstammte. Das Ehepaar Bauer hatte vier Kinder, zwei Töchter Era und Liva (später Scholz, in Wiesbaden lebend) sowie zwei Söhne, Ilmar und Otto Bauer, letzter nach seinem Vater benannt.
Seine Tochter Era Veronika, geb. Bauer, ist in Sankt-Petersburg geboren und mit ihr wechselte er zeit seines Lebens Gedichte, vgl.auch das Buch Vivian – Gedichte vom Herzen. Die anderen drei Kinder sind in Riga, Lettland geboren, als die Familie 1918 wegen der Oktoberrevolution aus Sankt-Petersburg wegzog.

## Anerkennung durch den letzten russischen Zaren der Romanov Dynastie, Nikolaus II
Otto von Bauer wurde vom letzten russischen Zaren Nikolaus II. für seine Verdienste in Russland in den Adelsstand erhoben. Im Zuge des Ersten Weltkrieges verzichtete der Zar 1914 darauf, Otto von Bauer für den Kriegsdienst zu verpflichten, da er für die Sankt-Petersburger Firma Fabergé unabkömmlich war.

## Oktoberrevolution und Umzug aus Sankt-Petersburg nach Riga, Lettland
Mit dem „Zusammenbruch der Romanow Dynastie“ und der Oktoberrevolution 1917/1918 ging auch die berühmte Zeit der Fabergé Juwelierfirma in Sankt-Petersburg, Russland zu Ende. Hiermit endete auch die Tätigkeit von Dr. Otto von Bauer und Fabergé in Sankt-Petersburg. Während der Oktoberrevolution verließen Fabergé und die Familie Otto Bauer, Petrograd, Sankt-Petersburg, Russland. Die Tochter des Ehepaars von Bauer, Era Veronika, MA ist in Sankt-Petersburg, Russland geboren. Während von Bauer mit seiner Familie nicht weit von Sankt-Petersburg, Russland bei Riga, Lettland verblieben reiste Fabergé weiter nach Lausanne, Schweiz. Die sog. Deutschbalten gehörten damals oftmals zur Oberschicht in Riga, Lettland.

## Wissenschaftliches Arbeiten
Bei Riga im Kreis Tukums (dt. Tuckum) erwarb Otto von Bauer ein Landgut bei Kandau, den „Hof Mudupe“, und hatte dort u. a. eine große Bibliothek für seine wissenschaftlichen Arbeiten, wo er mit seiner Familie und dem Personal lebte. Von Bauer schrieb u. a. seine Wirtschaftswissenschaftliche Habilitationsschrift zur Buchführung in Lettland, die er an einen Freund in die Schweiz zur Durchsicht versendete und die wegen des Zweiten Weltkrieges nicht mehr zu ihm nach Riga zurückgelangte. Leider sind viele seiner wissenschaftlichen Schriften kriegsbedingt verloren gegangen.